# پل داگوستینو
پل داگوستینو (انگلیسی: Paul D'Agostino؛ زادهٔ ۱۳ ژوئیهٔ ۱۹۵۶) بازیکن فوتبال است.